# Індол
Індо́л — ароматична гетероциклічна органічна сполука, що складається з конденсованих бензольноного та пірольного кілець. Цей гетероцикл є основним структурним елементом амінокислоти триптофан.
Індол — це безбарвні кристали з неприємним запахом екскрементів, однак за дуже малих концентрацій має приємний запах жасмину, застосовується в парфумерії.

## Історія
Хімія індолу розвивалась завдяки популярному барвнику індиго. Індол було отримано з індиго через ізатин та оксиіндол Беєром в 1886 році Він же й встановив його будову.
Міститься в кількості до 2,5 % у висококиплячій фракції кам'яновугільної смоли, в олії жасмину, та інших квітів, у дьогті, у фекаліях.

## Отримання
Індол промислово отримують з вугілля. Похідні можуть бути синтезовані багатьма способами.

## Хімічні властивості
Як і пірол, індол є дуже слабкою основою (pK спряженої кислоти −3.6). N-H група може виступати як слабка кислота (pK 21 в ДМСО). Індол легко окиснюється киснем повітря з утворенням індоксилу, який здатний до радикальної димеризації. Саме цими процесами обумовлена нестійкість індолу на повітрі.

### Електрофільне заміщення
Електрофільне заміщення йде по положенню 3, швидкість заміщення в 1013 рази більша, ніж в бензені.

### N-H кислотність

Нумерація положень у молекулі індолу

Індол є слабкою кислотою (pK=21 в ДМСО). Його можна депротонувати сильними основами типу гідриду калію чи бутиллітію. Утворені металорганічні сполуки індолу можуть реагувати з електрофілами, як по атому нітрогену, так і в положення 3, залежно від ступеня іонності зв'язку. Більш іонні сполуки матимуть схильність до N-заміщення, а менш іонні — до реакцій по C3. Так само й розчинники, що сприяють кращій іонізації (ДМСО чи ДМФА) направлятимуть реакцію по положенню N1, а аполярні розчинники — по положенню C3.

### С-H кислотність і літіювання по положенню 2
N-заміщені індоли реагують з сильним основами (типу бутиллітію) селективно по позиції С2. Провести аналогічні реакції в незаміщеному індолі можна скориставшись підходом Бергмана

### Окислення
Індольна система багата електронами й тому індол може легко окислюватися навіть відносно слабкими окисниками типу N-бромсукциніміду (NBS)
Більш вагоме значення має окислення індолу в індиго.

### Відновлення
Відновлюючи індол воднем у присутності каталізатора платини отримують індолін: